# Aisymi
Aisymi (greacă: Αισύμη, bulgară: Дуган Хисар, Dugan hisar, turcă Doğanhisar) este un oraș în Grecia în Prefectura Evros.